# Institut für Archäologie der Chinesischen Akademie der Sozialwissenschaften
Das Institut für Archäologie der Chinesischen Akademie der Sozialwissenschaften (chin. 中國社會科學院考古研究所 / 中国社会科学院考古研究所, Pinyin Zhōngguó Shèhuì Kēxuéyuàn Kǎogǔ Yánjiūsuǒ; eng. Institute of Archaeology of the Chinese Academy of Social Sciences; Abk. IA CASS) ist die führende chinesische archäologische Forschungsinstitution. 

## Geschichte
Das Institut für Archäologie wurde am 1. August 1950 gegründet. Es war eines der frühesten Forschungsinstitute der Chinesischen Akademie der Wissenschaften. Die Forscher kamen aus dem Institut für Geschichte der Beiping Forschungsakademie und dem Institut für Geschichte und Philologie der Academia Sinica.
Nach der Gründung der Chinesischen Akademie der Sozialwissenschaften im Jahr 1977 wurde das Institut deren Mitglied. Es hat Feldforschungen in fast allen Provinzen Chinas durchgeführt. Die archäologischen Fachzeitschriften Kaogu (erscheint monatlich) und Kaogu xuebao (vierteljährlich) werden von ihm herausgegeben.

## Direktoren
- Wang Wei, seit 2006